# Lovecká sezóna (Hagana)
Lovecká sezóna (hebrejsky הסזון‎, francouzsky la saison de chasse) je pojmenování pro období od listopadu 1944 do února 1945, kdy Hagana potlačila nepokoje vyvolané hnutím Irgun proti britské Mandátní správě v Palestině. Rozhodnutí potlačit židovské radikály bylo vůdci umírněnějšího sionismu přijato poté, co byl britský ministr lord Moyne v listopadu 1944 v Káhiře zavražděn dvěma příslušníky židovské podzemní radikální skupiny Lechi. V zájmu porážky židovských teroristů pak vedení Hagany spolupracovalo i s britskou policií.